# Allanblackia kisonghi
Allanblackia kisonghi là một loài thực vật có hoa trong họ Bứa. Loài này được Vermoesen mô tả khoa học đầu tiên năm 1923.